# Camerún en los Juegos Olímpicos
Camerún en los Juegos Olímpicos está representado por el Comité Nacional Olímpico y Deportivo de Camerún, miembro del Comité Olímpico Internacional desde el año 1963.
Ha participado en 16 ediciones de los Juegos Olímpicos de Verano, su primera presencia tuvo lugar en Tokio 1964. El país ha obtenido un total de 6 medallas en las ediciones de verano: 3 de oro, 1 de plata y 2 de bronce.
En los Juegos Olímpicos de Invierno ha participado en una sola edición, Salt Lake City 2002, sin conseguir ninguna medalla.

## Medalleros

### Por edición
| Evento              | Oro | Plata | Bronce | Total |
| ------------------- | --- | ----- | ------ | ----- |
| Tokio 1964          | 0   | 0     | 0      | 0     |
| México 1968         | 0   | 1     | 0      | 1     |
| Múnich 1972         | 0   | 0     | 0      | 0     |
| Montreal 1976       | 0   | 0     | 0      | 0     |
| Moscú 1980          | 0   | 0     | 0      | 0     |
| Los Ángeles 1984    | 0   | 0     | 1      | 1     |
| Seúl 1988           | 0   | 0     | 0      | 0     |
| Barcelona 1992      | 0   | 0     | 0      | 0     |
| Atlanta 1996        | 0   | 0     | 0      | 0     |
| Sídney 2000         | 1   | 0     | 0      | 1     |
| Atenas 2004         | 1   | 0     | 0      | 1     |
| Pekín 2008          | 1   | 0     | 0      | 1     |
| Londres 2012        | 0   | 0     | 1      | 1     |
| Río de Janeiro 2016 | 0   | 0     | 0      | 0     |
| Tokio 2020          | 0   | 0     | 0      | 0     |
| París 2024          | 0   | 0     | 0      | 0     |
| TOTAL               | 3   | 1     | 2      | 6     |

| Evento              | Oro | Plata | Bronce | Total |
| ------------------- | --- | ----- | ------ | ----- |
| Salt Lake City 2002 | 0   | 0     | 0      | 0     |
| 2006 – 2022         | –   | –     | –      | –     |
| TOTAL               | 0   | 0     | 0      | 0     |

### Por deporte
Deportes de verano
| Evento       | Oro | Plata | Bronce | Total |
| ------------ | --- | ----- | ------ | ----- |
| Atletismo    | 2   | 0     | 0      | 2     |
| Boxeo        | 0   | 1     | 1      | 2     |
| Fútbol       | 1   | 0     | 0      | 1     |
| Halterofilia | 0   | 0     | 1      | 1     |
| TOTAL        | 3   | 1     | 2      | 6     |